# Gul'fija Chanafeeva
Gul'fija Raifovna Chanafeeva (in russo Гульфия Раифовна Ханафеева?; Čeljabinsk, 4 giugno 1982) è un'ex martellista russa.

## Palmarès
| Anno | Manifestazione   | Sede      | Evento              | Risultato | Prestazione | Note |
| ---- | ---------------- | --------- | ------------------- | --------- | ----------- | ---- |
| 2003 | Europei under 23 | Bydgoszcz | Lancio del martello | Bronzo    | 66,98 m     |      |
| 2003 | Universiadi      | Taegu     | Lancio del martello | Argento   | 65,12 m     |      |
| 2006 | Europei          | Göteborg  | Lancio del martello | Argento   | 74,50 m     |      |
| 2007 | Mondiali         | Osaka     | Lancio del martello | 10ª       | 69,08 m     |      |
| 2013 | Mondiali         | Mosca     | Lancio del martello | 10ª       | 71,07 m     |      |

## Altre competizioni internazionali
2005
- Coppa Europa di atletica leggera ( Firenze)